# Amfreville-sous-les-Monts
Amfreville-sous-les-Monts település Franciaországban, Eure megyében. Lakosainak száma 517 fő (2022. január 1.). Amfreville-sous-les-Monts Flipou, Heuqueville, Pîtres, Poses, Romilly-sur-Andelle és Vatteville községekkel határos.

## Népesség
A település népességének változása:
| Lakosok száma | 388  | 431  | 445  | 526  | 512  | 509  | 494  | 486  | 488  | 517  |
|               | 1968 | 1982 | 1990 | 2006 | 2013 | 2015 | 2017 | 2019 | 2020 | 2022 |